# Bonadies
Bonadies (zm. 1162) – włoski kardynał, mianowany przez Adriana IV w grudniu 1156. Podpisywał bulle papieskie między 20 stycznia 1157 a 18 marca 1158 (jako diakon S. Angelo) oraz między 19 marca 1158 a 19 lutego 1160 (jako prezbiter S. Crisogono). W trakcie podwójnej papieskiej elekcji w 1159 poparł prawnie obranego papieża Aleksandra III. Na przełomie 1161/62 został wysłany z misją legacką do Konstantynopola, prawdopodobnie zmarł w jej trakcie.